# يوهان بيتر غوستاف لوجون دركليه
يوهان بيتر غوستاف لوجون دركليه (بالألمانية: Peter Gustav Lejeune Dirichlet) هو عالم رياضيات ألماني. ولد في الثالث عشر من فبراير عام 1805 وتوفي في الخامس من ماي عام 1859 عن عمر يناهز الأربعة و الخمسين عاما. له مساهمات عميقة في نظرية الأعداد (بما في ذلك ابتكار فرع نظرية الأعداد التحليلية)، وفي نظرية متسلسلة فورييه ومواضيع أخرى في التحليل الرياضي.

## حياته
كانت عائلته من مدينة صغيرة تسمى غيشلت (Richelette)، تقع عن بعد خمسة كيلومترات من مدينة لييج في شمالها الشرقي.

### غوتنغن (1855-1859)
في عام 1855، احتل دركليه منصب كارل فريدرش جاوس بعد وفاة هذا الأخير.

## أبحاثه في الرياضيات
انظر إلى لائحة المواضيع المنسوبة إلى بيتر غوستاف لوجون دركليه.

### نظرية الأعداد
احتلت نظرية الأعداد حيزا أساسيا في أبحاث دركليه في الرياضيات، حيث وجد مجموعة من النتائج العميقة، وببرهانه عليها، أدخل مجموعة من الأدوات المهمة حملت اسمه فيما بعد. في عام 1837، نشر مبرهنته المعروفة بمبرهنة دركليه حول الأعداد الأولية. ينسب إليه أنه هو أول عالم رياضيات أعطى تعريفا رسميا معاصرا للدالة.

### التحليل

وجد وبرهن ديريكليه على شروط التقارب لتحليل متسلسلة فيرييه. في الصورة، التقريبات الأربع الأولى لموجة مربعة باستعمال متسلسلة فورييه.

### مجالات أخرى
عمل ديريكليه أيضا في الفيزياء الرياضية.

## تكريمه
انتخب دركليه عضوا في مجموعة من الأكاديميات و هي :
- الأكاديمية البروسية للعلوم عام 1832،
- أكاديمية سانت بطرسبرغ للعلوم عام 1833،
- أكاديمية غوتنغن للعلوم عام 1846،
- الأكاديمية الفرنسية للعلوم عام 1854،
- الأكاديمية السويدية الملكية للعلوم عام 1854،
- الأكاديمية البلجيكية الملكية للعلوم عام 1855،
- الجمعية الملكية عام 1855.

## وصلات خارجية
- يوهان بيتر غوستاف لوجون دركليه على موقع الموسوعة البريطانية (الإنجليزية)
- O'Connor، John J.؛ Robertson، Edmund F.، "يوهان بيتر غوستاف لوجون دركليه"، تاريخ ماكتوتور لأرشيف الرياضيات